# Torpig
Torpig, anche conosciuto come Sinowal o Anserin, principalmente diffuso insieme al rootkit Mebroot, è un tipo di botnet diffusa da vari cavalli di troia che possono infettare i computer con Microsoft Windows.
Torpig elude le applicazioni anti-virus attraverso l'uso della tecnologia rootkit e del Data mining che infetta il sistema per le credenziali d'accesso e le password permettendo a chi attacca completo accesso al computer.
È presumibilmente anche in grado di modificare i dati presenti nel computer.
Dal novembre 2008 ha rubato circa 500.000 conti bancari in rete e carte di credito e di debito e viene descritto come "uno dei metodi più avanzati mai creati dalla criminalità".
All'inizio del 2009 ricercatori dell'università della California di Santa Barbara presero il controllo della botnet per 10 giorni, durante i quali hanno recuperato oltre 70Gb di dati rubati.
Hanno stilato un rapporto molto dettagliato di come la botnet operi.